# Asteriscium
Asteriscium är ett släkte i familjen flockblommiga växter. Det beskrevs av Adelbert von Chamisso och Diederich Franz Leonhard von Schlechtendal 1826.

## Arter
Släktet omfattar nio arter hemmahörande i södra Sydamerika:
- Asteriscium aemocarpon Clos
- Asteriscium argentinum Chodat & Wilczek
- Asteriscium chilense Cham. & Schltdl.
- Asteriscium closii (Kuntze) Mathias & Constance
- Asteriscium famatinense Hieron. & H.Wolff
- Asteriscium fimbriatum Speg.
- Asteriscium glaucum Hieron. & H.Wolff
- Asteriscium novarae Constance & Charpin
- Asteriscium vidalii Phil.